# James S. Golden
James Stephen Golden, född 20 september 1891 i Barbourville i Kentucky, död 6 september 1971 i Pineville i Kentucky, var en amerikansk politiker (republikan). Han var ledamot av USA:s representanthus 1949–1955.
Golden efterträdde 1949 William Lewis som kongressledamot. Efter tre mandatperioder i representanthuset efterträddes han 1955 av Eugene Siler.
Golden ligger begravd på Pineville Memorial Cemetery i Pineville i Kentucky.